# Resto (química)

El acetato de bencilo tiene un grupo funcional éster (en rojo), un grupo funcional acetilo (rodeado de verde oscuro) y un resto benciloxi (rodeado de naranja claro). Se pueden hacer otras divisiones.

En química orgánica, un resto (en inglés moiety) es una parte de una molécula del que normalmente se le da un nombre, ya que se puede encontrar dentro de otros tipos de moléculas también. 
El término resto debe reservarse para describir las partes características más grandes de las moléculas y no usarse para describir grupos funcionales más pequeños, que están formados por átomos que participan en reacciones químicas similares en la mayoría de las moléculas que los contienen.  En algunos casos, los restos pueden estar compuestos por restos aún más pequeños y grupos funcionales. 
Los restos que constituyen ramas que se extienden desde la columna vertebral de una molécula de hidrocarburo, que a menudo se pueden romper y sustituir con otras, se denominan sustituyentes o cadenas laterales. 

## Resto activo
En farmacología, un resto activo es la parte de una molécula o ion, excluyendo las porciones inactivas adjuntas, que es responsable de la acción fisiológica o farmacológica de una sustancia farmacéutica. Las porciones inactivas adjuntas de la sustancia farmacológica pueden incluir el alcohol o el resto ácido de un éster, una sal (incluida una sal con enlaces de hidrógeno o de coordinación) u otro derivado no covalente (como un complejo, quelato o clatrato). El fármaco original puede ser en sí mismo un profármaco inactivo y solo después de que el resto activo se libera del original en forma libre se vuelve activo.